# 唐家镇 (盘锦市)
唐家镇，是中华人民共和国辽宁省盘锦市大洼区下辖的一个乡镇级行政单位。

## 行政区划
唐家镇下辖以下地区：
白家村、唐家铺村、胜利村、南小房村、北窑村、戴家村、朱家村、何家村、顾家村、高家村、葛家村、陈家村、刘家村、关家村、东山村、袁家村、杜家村和四十里村。

## 特产
- 盘锦北窑葡萄：唐家镇北窑葡萄闻名遐迩。